# Dušan Savković
Dušan Savković je rođen 30. jula 1984. godine u Novom Sadu. Završio je osnovnu i srednju školu u rodnom gradu. Diplomirao je slikarstvo na Akademiji umetnosti u Novom Sadu, u klasi profesora Jovana Rakidžića 2011. godine. Master studije završio je 2013. godine.
Stručno usavršavanje za Konzervatora-restauratora slika i arheološke keramike završio je u Muzeju Vojvodine u Novom Sadu 2014.godine i ima  zvanje kustos-slikar. Član je ULUS-a, SULUV-a i Likovnog Kruga. Ima status samostalnog umetnika. Realizovao je oko dvadeset samostalnih izložbi i učestvovao na preko 60 kolektivnih izložbi i humanitarnih projekata u zemlji i u inostranstvu.
Veći broj publikacija. Više puta nagrađivan. Slike mu se nalaze u privatnim kolekcijama po galerijama i drugim institucijama u SAD, Kanadi, Švedskoj, Nemačkoj, Grčkoj, Ujedinjenim Arapskim Emiratima...i širom Srbije.
Aktivni učesnik kolonija na području Republike Srbije i autor više hiljada slika i crteža, nekoliko skulptura, murala, ikona , fresaka, ilustracija. O svojoj umetnosti kaže da je u domenu istraživanja odnosa između ljudi, stavljenih u imaginarni prostor sa ulogama svakodnevnog čoveka. Otac tri devojčice, živi i radi kao samostalni umetnik u Novom Sadu.

## Obrazovanje
Dušan Savković je srpski slikar koji je prošao kroz sledeću obrazovnu i profesionalnu putanju: Pohađao je Osnovnu školu "22. Avgust" u Bukovcu. Nakon završene osnovne škole, upisao je Školu za dizajn "Bogdan Šuput" u Novom Sadu, sa fokusom na dizajn enterijera. Ovaj program je završio u periodu od 1999. do 2003. godine. Nakon toga, upisao je Akademiju umetnosti u Novom Sadu, gde je stekao diplomu likovnog umetnika. Pohađao je akademiju od 2007. do 2011. godine.
Nakon završenih osnovnih studija, odlučio je nastaviti svoje obrazovanje na master studijama slikarstva na istoj akademiji, od 2011. do 2013. godine. Pored svoje obrazovne pozadine, Dušan Savković je takođe stekao iskustvo kao konzervator-restaurator arhitektonske keramike u Muzeju Vojvodine u Novom Sadu 2014. godine. On je član ULUS-a (Udruženja likovnih umetnika Srbije), SULUV-a (Saveza udruženja likovnih umetnika Vojvodine) i Likovnog kruga, što ukazuje na njegovo aktivno uključenje u likovnu zajednicu.
Dušan Savković je talentovani slikar sa širokim spektrom obrazovanja i iskustva, a njegovo članstvo u različitim umetničkim organizacijama svedoči o njegovom angažmanu u likovnom svetu. Ima status samostalnog umetnika.

## Samostalne izložbe
- „Portret kroz grimasu“, Akademija umetnosti, Novi Sad (2009)
- „Devojka iz mašte-puella imaginaria“, Galerija Hol, Novi Sad (2011)
- "Bogatstvo različitosti",Dunavski tur. klaster Istar 21,N.Sad (2011)
- „Snovi-Nova stvarnost“,Multimedijalni centar A.U. Novi Sad (2013)
- „Snovi-Nova stvarnost“,KCNS , Likovni salon, Novi Sad (2014)
- „Slike fantazije“, Kulturni centar Frolunda, Geteborg, Švedska (2017)
- "Nije sve tako crno", KCNS, Mali likovni salon, Novi Sad (2018)
- "Nije sve tako crno", KC Vrbas, Likovna galerija, Vrbas (2018)
- "Nije sve tako crno", Narodna bibl. "Veljko Petrović" B. Palanka (2018)
- "Emotivne maštarije",Galerija KC ZR, Zrenjanin (2018)
- "Emotivne maštarije",ZKV, Galerija Most, Novi Sad (2018)
- "Emotivne maštarije", Umetnost za sve, Grčka (2019)
- "Art for all", Street art, Kalifornija, Arizona, SAD (2019)
- "Art Olimpia", Virtuelna prezentacija, Japan (2019)
- "Gde je umetnik"?, Galerija DKV-a, Novi Sad (2020)
- "Art Expo 2020", Sajam, Novi Sad (2020)
- "Art for all", galerija na otvorenom, BIH (2020)
- "Drži me za ruku", K.S. Svilara, N.Sad (2020)
- "Razigrana dokolica", Kuća Vojnovića, Inđija (2021)
- "Razigrana dokolica"(Vol.2),KC,Galerija "Laza Kostić",Sombor (2022)
- Арт-ерија - 11.08.2023.
- "Približavanje razgraničenosti" - Likovni salon KCNS (2023.)

## Kolektivne izložbe
- Izložba fotografija, galerija „FKVSV“, Novi Sad (2009.)
- “U dijalogu sa Vazarelijem“, MSUV Novi Sad (2010.)
- Završna izložba 3. god., Multimedijalni centar A.U. Novi Sad (2010.)
- Multimedijalni projekat „Smrt i devojka“, GaL. Matice srpske (2011.)
- Završna izložba 4. god. Galerija Matice srpske (2011.)
- Fraktal 3 „Bitka za bebe“, „Stara kapetanija“ Beograd (2011.)
- NAF, Niš Art Fondacija “Mladi 2012.“,Niš, Philip Morris (2012)
- NAF, Niš Art Fondacija "Mladi 2012", Muzej Pošte Beograd (2012)
- “Razlike“, KCNS, Fabrika, Novi Sad (2012.)
- “Razlike“, KCNS, Fabrika, Novi Sad (2013.)
- „Umetnost mladima“, KCNS, Tribina mladih, Novi Sad (2013)
- „U srcu nam šajka“, Muzej Vojvodine, Novi Sad (2013)
- „Ledena tišina“, KCNS, Tribina mladih, Novi Sad (2014)
- „Zbirka odlikovanja“, Galerija Matice Srpske, Novi Sad (2014)
- „Bela Rusija“, Ruska emigracija, Muzej Vojvodine, Novi Sad (2014)
- „Belgrade Open Art“, Kulturni centar Beograda (2014).
- „Novi Sad Open Art“, KCNS, Tribina mladih, Novi Sad (2014)
- „Novi Sad Open Art“, KCNS, Tribina mladih, Novi Sad (2015)
- Otkup dela za Filozofski fakultet, Univerzitet u Novom Sadu (2016)
- Novi članovi ULUS-a, Um. paviljon „Cvijeta Zuzorić“, Beograd (2017).
- Prolećna izl. ULUS-a, Um. paviljon „Cvijeta Zuzorić“,Beograd(2017)
- "Salon u oktobru", Um. paviljon "Cvijeta Zuzorić", Beograd(2017)
- Likovni salon "30x30", KCZR, Zrenjanin (2017)
- Novi članovi ULUV-a, Galerija udruženja, Novi Sad (2018)
- Izložba 30x30, Galerija 76, Beograd (2018)
- "Trijenale autoportreta i portreta" Mem. galerija, Sm. Palanka (2018)
- Izložba 30x30, KC PANČEVO, Galerija savremene umetnosti, (2018)
- Izložbа 30x30, KCNS, Tribina mladih, Novi Sad (2018)
- "MINIJATURE" II internacionalni art fest, Valjevo (2018)
- NAF, Niš Art Fondacija,"Mladi 2018", Niš, Philip Morris (2018)
- NAF, Niš Art Fondacija, "Mladi 2018",Gal. Kuće Legata, Bgd.(2018)
- "Miniakt", Udruženje "Široka staza", Beograd, Japan (2018)
- Letnja prodajna izložba, KCNS, MLS Novi Sad (2018)
- "UAE-Serbia Art Week", galerija Parobrod, Beograd (2018)
- "Bienale Likovna jesen",Gal. savremene umetnosti, Sombor (2018)
- "UAE 47 National day",Hyatt , Beograd(2018)
- "100 godina ULUS-a!, paviljon Cvijeta Zuzoric, Beograd (2019)
- Festival "Dev9t", Stara ciglana, Beograd (2019)
- Bijenale grafike "Mala grafika", galerija La Vista, Novi Sad (2019)
- Prolećna izložba,um. paviljon Cvijeta Z. ULUS, Beograd (2020)
- “Despot, veliki –mali čovek”, galerija Kvaka 22, Beograd (2020)
- “Godišnja izložba članova SULUV”, Novi Sad (2020)
- “Magnovenje”-galerija Divart, Beograd(2021)
- Festival "Dev9t", Stara ciglana, Beograd (2021)
- "Pogled u neočekivano", pav. Cvijeta Zuzorić, Beograd (2021)
- CAF Sajam savremene um, Dorcol Platz, Beograd (2021)
- Bijenale grafike Mala grafika, galerija La Vista, Novi Sad (2021)
- "Godišnja izložba članova SULUV", Novi Sad (2022)
- "Novogodišnja prodajna izložba " ULUS, Beograd (2022)
- Prolećna izložba "Umetnost i društvo", ULUS, Beograd (2022)
- "Godišnja izložba članova SULUV", Novi Sad (2023)
- "CRVENO", prodajna izložba ULUS-a, Beograd (2023)
- Izložba nagrađenih autora prolećne izložbe, ULUS, Beograd (2023)

## Projekti, izvođenja u javnim prostorima
- Učesnik na projektu “Škola bez nasilja“, o.š. “Slavko Rodić“ (2010.)
- Sportski centar, mural, Petrovaradin (2012)
- Umetnici sad, EPK 2021, Novi Sad (2020)

## Spoljašnje veze
- Zvanični sajt
- https://kclazakostic.rs/otvaranje-izlozbe-razigrana-dokolica-autora-dusana-savkovica/
- Drži me za ruku
- Skulpture na novosadskim ulicama Архивирано на веб-сајту  (15. мај 2023)
- Otvaranje izložbe “Razigrana dokolica” autora Dušana Savkovića —  08:48, 9. мај 2023. (CEST)
- https://www.diplomacyandcommerce.rs/dusan-savkovic-ivana-zivic-and-ana-golovic-well-known-serbian-artists-exhibit-at-the-new-years-art-hub/
- https://nadlanu.com/809402/na-frusku-goru-pala-najveca-zvezda-padalica/